# Mario Valota
Mario Valota   (8 de febrer de 1918 - 30 de setembre de 2000) va ser un tirador d'esgrima suís, especialista en espasa, guanyador d'una medalla olímpica.
El 1952 va prendre part en els Jocs Olímpics d'Estiu de Hèlsinki, on guanyà la medalla de bronze en la prova d'espasa per equips del programa d'esgrima.
En el seu palmarès també destaca una medalla de bronze al Campionat del món d'esgrima de 1953.